# Сторонибаби
Сторонибаби (Stronibaby) — село в Золочівському районі Львівської області (Україна).
Орган місцевого самоврядування — Красненська селищна рада.
Село розташоване за 4 км на північний схід від Красного та за 7 км на південний схід від Буська.
Відстань від села до обласного центру — 50 кілометрів.
Площа села — 130,19 гектари.
У селі проживають 795 мешканців.

## Історія

### Археологічне минуле
Село було королівщиною.

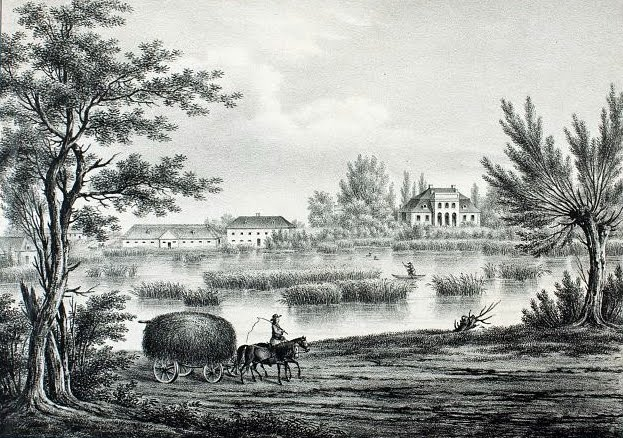
Ауер Кароль, Сторонибаби́,1837

В описі до мапи фон Міґа зазначено, що в поселенні знаходився старий запустілий замок.
Кажуть, що назва села походить від кам'яних фігур у вигляді жіночих постатей, що їх наші поганські предки ставили на межах своїх поселень і ґрунтів для охорони жителів від усіляких нещасть. Десь на території села була, напевно, така злюща «баба», тому люди нагадували один одному поговіркою: «Сторони баби». Такі усні перекази кружляли серед довкільного населення, хоч вони не мали будь-якого фактичного підґрунтя.
Поля Сторонибаб були відомі із знахідок знаряддя з кам'яної доби. Це вказувало на існування якогось селища в передісторичні часи. Археологічні дані свідчать про заселення території сучасного села Сторонибаби ще на початку залізної доби племенами так званої висоцької культури.
Уперше в давньоруських літописах село під назвою Сторонибаби згадується в 1476 році. Проживало тут, як і на сумісних землях слов'янське плем'я бужан. У середньовіччя тут проходив Чорний шлях, яким Кримські татари здійснювали чисельні грабіжницькі напади на місцеве населення.

### Період визвольної війни
Село входило до складу Буського повіту Белзького воєводства. В період визвольної війни українського народу під проводом Богдана Хмельницького в жовтні 1648 року через Сторонибаби проходили козацькі війська і вели жорстокі битви з польськими королівськими військами.

### XIXст.
Під час польських повстань у 1831 та в 1863 роках Обертинські брали активну участь в організації повстанців, для яких терен маєтків Обертинських був збірним пунктом. Звідси їх переводили більшими гуртами крізь непроглядні ліси на російські терени, де вони приєднувалися до повстанських відділів. Казали, що Обертинські намовляли навіть наших селян до участі в повстаннях. Дім Обертинських був помітним осередком плекання польської культури й патріотизму. Збірка картин Павликовського з ландшафтами села і резиденцією Обертинських переховувалася в Оссоленіумі у Львові.
Сторонибаби належали до парафії в Утішкові. Була в селі стара дерев'яна церква, нова кам'яна збудована в 1890 році, в 1894 році збудована дзвіниця. Фундатором будівництва цих споруд була пані Марія Обертинська.
У 1889 році фільварок мав 1221 моргів землі, у селі в 1880 році було 87 домів і 663 мешканці: 502 греко-католики, 135 римо-католики і 26 юдеїв. Була в селі однокласна школа, громадська позичкова каса, водогінний млин і гуральня.

### XXст.
У 1911 році на місці старого дерев'яного млина був збудований новий цегляний млин і турбінне відділення, в якому була встановлена водяна турбіна, яка приводила в рух електрогенератор потужністю 50 кВт. Так у 1911 році в селі Сторонибаби з'явилося електричне світло.
У роки Першої світової війни жителі Сторонибаб воювали в складі австрійської армії, а Ілько Цьокан (доктор, командант Золочівської округи ЗУНР), Петро Постолюк (згодом засновник видавництва «Червона Калина» м. Львів, «Свобода» США), Пилип Деркач (згодом доктор філософії і мови), Степан Ладика, Василь Іванців, Григорій Цьокан, Іван Гулка поповнили лави УСС.
Під час Другої світової війни 30 сторонибабців воювали в лавах Червоної Армії та УПА, 4 стали остарбайтерами. В ході сталінських репресій 1939—1947 років загинуло 15 осіб, засуджено 29 осіб, вислано в Сибір 28 родин.

## Населення

### Мова
Розподіл населення за рідною мовою за даними перепису 2001 року:
| Мова            | Кількість | Відсоток |
| --------------- | --------- | -------- |
| українська      | 798       | 99.38%   |
| російська       | 3         | 0.37%    |
| інші/не вказали | 2         | 0.25%    |
| Усього          | 803       | 100%     |

## Промисловість
В 1945 році в селі Сторонибаби на території гуральні організоване державне підприємство «Сторонибабський спиртзавод», яке в даний час є одним з найбільших переробних підприємств харчової промисловості Львівщини. На базі панських ставів утворилася рибдільниця, на базі панського фільварку був створений Буський міжколгоспний комбікормовий завод, панський млин став цехом Буського консервного заводу. На території спиртзаводу побудовано цех сухих кормових дріжджів потужністю 7 тон на добу і цех вуглекислоти потужністю 8 тон на добу. У 2002 році введено в експлуатацію нову брагоректифікаційну установку.
Протягом 1930—1932 років на землях села Сторонибаби на площі 60 га були побудовані ставки, в яких до тепер вирощують рибу.

## Освіта та Культура

### Освіта
У міжвоєнний період в селі активно працювала сільська «Просвіта», члени якої організовували фестини, вистави, змагання. Діяла в селі чотирикласна школа, директором якої в 1939 році став Максим Микитюк, що до того часу працював у редакції газети «Діло» (Львів). У червні 1941 року його, вчительку Дарію Зданевич, голову сільської ради і голову кооперативу заарештували і замордували в Золочівській тюрмі.
Серед учнів цієї школи були знані тепер на Львівщині люди, такі, як Адам Гела — Академік Української Академії медичних та біологічних наук, заслужений лікар України, заступник головного лікаря клінічного санаторію «Каштан» з наукової та методичної роботи(м. Трускавець, Львівська область); Андрій Стадник — доцент Львівської ветеринарної академії.
Приміщення школи було пошкоджене і в 1955 році учні із своїми вчителями перейшли на навчання в сусідню Красненську школу № 2.
Перервана на 40 років мелодія шкільного дзвоника залунала у селі 3 вересня 1995 року. Звучала вона дзвінко і урочисто, бо скликала на відкриття новозбудованої середньої школи, одної з найсучасніших не лише на Львівщині, а й в Україні.

### Культура
В 1985 - 1986 роках було побудовано газопровід в селі Сторонибаби. 
Народ - мужчини та жінки села Сторонибаби, реальні хазяїни, власники газотрубопроводу побудованого за власні кошти, енергією та часом свого життя і завершеного до користування
в 1985 - 1986 роках.
Традиційні спадкоємці побудованого батьками і прабатьками блага - газотрубопроводу, побудованого за час і енергію їх життя для своїх нащадків, синів, доньок, внуків, правнуків.
Хазяїни і власники кожен своєї частки, яка дана в Дар Творцем кожному мужчині, жінці, чаду, від оплодотворіння і до останнього подиху, хазяїни всього, що під Землею, на Землі, над Землею, у повітрі і в воді.
Факт, який задекларований і скріплений автографами кожного мужчини, жінки, хазяїна і власника газотрубопровода у документі «Декларація констатації факту» (фото-копії документу долучається).
 .

А починаючи з 1990 року було розпочато будівництво соціально-побутового комплексу села Сторонибаби, який був зданий повністю в експлуатацію 22 грудня 1996 року.
З ініціативи і за кошти державного підприємства «Сторонибабський спиртовий завод» в селі побудовано соціально-культурний комплекс, в який входять такі об'єкти: стадіон, дитячий садок, середня школа з плавальним басейном та комп'ютерним класом, групова котельня, ФАП, в якому відкрито стоматологічний кабінет, амбулаторію загальної практики сімейної медицини, кафе «Юлька», мінімаркет, готель «Сяна», банк, салон побуту «Наталі», приміщення Сторонибабської сільської ради, дитяче кафе «Золотий Півник», міні пекарню, побудовано доріг з асфальтним покриттям 3,5 кілометри.

Пам'ятник Івану Мазепі с Сторонибаби

В 1996 році за кошти Львівського об'єднання спиртової промисловості і Сторонибабського спиртового заводу вперше в Україні в центральній частині соціально-культурного комплексу села Сторонибаби споруджено пам'ятник гетьману України Івану Мазепі.

### Релігія
В даний час в селі Сторонибаби діє 2 церкви:
- Українська Греко-Католицька церква Введення в Храм Пресвятої Богородиці
- Українська Православна церква Київського Патріархату Івана Хрестителя.

### Спорт

#### Футбольна команда «Мебус»
«Мебус» — любительський футбольний клуб. Назва походить від багаторічного спонсора команди — ДП «Сторонибабський спиртовий завод». Сформовано команду спиртзаводу у 1977—1978 роках[джерело?]. Її засновниками були працівники заводу Я. Леськів, Є. Доморад і вчитель фізкультури В. Шмигельський[джерело?]. Назву дав команді нині покійний Евген Гела. З 1979 по 1994 роки колектив 12 разів ставав чемпіоном району, 9 разів виборював Кубок району[джерело?]. З 1996 по 2004 команда брала участь в обласних змаганнях. У сезоні 2003 року «Етанол» посів 4-е місце в чемпіонаті Львівської області, у сезоні 2004 — 12-е місце. Певний час колектив називався «Етанол-Авангард». 2007 року команда виборола Кубок Буського району. У 2007 році команда виборола Кубок району.
Гравці, які грали в найвищій лізі України чи інших країн
- Роман Марич
- Володимир Уштан
- /  Анатолій Петрик
- Григорій Фамуляк

На сьогодні існує три команди «Етанол»: районна, команда ветеранів і команда юнаків.

#### Шоу-балет «Плеяда»
Нині творчим центром, який є найпотужнішим у Буському районі, керує Мирослава Сусол. Вона продовжила справу свого чоловіка Олега, який трагічно загинув. Якраз Олег стояв біля витоків заснування цього мистецького центру у селі Сторонибаби, де й донині діє їх центральна студія.
Мистецький центр «Плеяда» засновано у 1996 році у селі Сторонибаби Буського району на базі місцевого спиртзаводу за сприяння тодішнього директора підприємства Віталія Сосницького. Нині «Плеяда» тісно співпрацює із Західноукраїнським грецьким національно-культурним товариством імені Корніактоса, керівник якого Надія Евкарпіді. Завдяки такій співпраці шоу-балет та вокальний квартет «Плеяди» побували на масштабних акціях в Маріуполі та Ізмаїлі, мали виступи у театрі імені Марії Заньковецької у Львові. «Плеяда» є переможцем багатьох всеукраїнських та міжнародних конкурсів, учасником програм українського та обласного радіо і телебачення.
«Плеяда» — потужний мистецький центр, який знають не лише на теренах району, але й на Львівщині. Шоу-балет центру співпрацює з відомим вокальним тріо «Крайня Хата», народним і заслуженими артистами України Іваном Поповичем, а також Володимиром Фідиком і Валентиною Степовою. Також тісно співпрацюють з Людмилою Ясінською — молодою українською співачкою, фіналісткою проекту «Американський шанс». Зірковою білявкою, телеведучою програми «Смак мандрів», обличчям компанії «Тур-Галичина»
«Плеяда» виступала на найпрестижніших концертних майданчиках, в тому числі й на сцені палацу «Україна» у Києві, а також представляла нашу країну на мистецьких заходах у Польщі та Данії.
У різні часи цей творчий колектив мав підтримку від народних артистів України Василя Зінкевича, Оксани Білозір.
У «Плеяди» чимало творчих планів, над якими працюють постановники програм Олексій Нагорний, Іванна Мацько, Юрій Пальковский, Лілія Король на чолі з керівником Мирославою Сусол.

## Відомі особистості

### Народилися
- Цьокан Ілля — командант 18-ї Тернопільської бригади УГА під час Чортківської офензиви.
- Гела Адам Аксентійович — академік Української академії медичних та біологічних наук, заслужений лікар України, заступник головного лікаря клінічного санаторію «Каштан» з наукової та методичної роботи (місто Трускавець Львівська область).
- Деркач Пилип Максимович — мовознавець.
- Петро Постолюк — український військовий і громадський діяч, видавець.
- Андрій Стадник — доцент ветеринарної академії міста Львів.

За вагомий внесок в розбудову села Сторонибаби Віталію Володимировичу Сосницькому, колишньому директору державного підприємства «Сторонибабський спиртовий завод», нині першому заступнику голови Державного концерну спиртової і лікеро-горілчаної промисловості (концерну «Укрспирт») присвоєно звання Почесного громадянина села Сторонибаби.
В селі померла Кароліна Тереза Пія Радзивілл — дружина: 1) Казимира Леона Сапєги, 2) Юзефа Александра Яблоновського.